# Tour de Burgos féminin 2022
La 7e édition du Tour de Burgos féminin a lieu du 19 au 22 mai 2022. C'est la douzième épreuve de l'UCI World Tour féminin 2022.
Lotte Kopecky gagne la première étape au sprint. Une échappée se dispute la victoire le lendemain et c'est Matilde Vitillo qui lève les bras. Mavi Garcia sort avec Évita Muzic dans le final de la troisième étape et s'impose. Sur l'étape reine, Demi Vollering gagne, mais c'est Juliette Labous qui obtient la victoire finale. Elle devance Évita Muzic et Demi Vollering au classement général. Cette dernière remporte le classement de la montagne, Lotte Kopecky celui par points et Evita Muzic celui de la meilleure jeune.

## Équipes
| UCI Women's WorldTeams (12)- Team BikeExchange-Jayco - Canyon-SRAM Racing - EF Education-TIBCO-SVB - FDJ Nouvelle Aquitaine Futuroscope - Human Powered Health - Liv Racing Xstra - Movistar Team - Roland Cogeas-Edelweiss Squad - SD Worx - Team DSM - Trek-Segafredo - UAE Team ADQ Équipes féminines continentales (8)- Bepink - Bizkaia-Durango - Ceratizit-WNT Pro Cycling - Colombia Tierra De Atletas-GW-Shimano - Eneicat-RBH - Massi Tactic - Sopela - Valcar-Travel & Service Équipe amateur- Centre mondial du cyclisme |
| |

## Parcours
Les deux premières étapes sont vallonnées. La troisième est quasiment plate. La dernière étape est clairement celle reine avec une arrivée au sommet à Lagunas de Neila après douze kilomètres d'ascension à 6,2 % de pente moyenne.

## Étapes
| Étape     | Date   | Villes étapes                          | type              | Distance (km) | Vainqueur d'étape | Leader du classement général |
| --------- | ------ | -------------------------------------- | ----------------- | ------------- | ----------------- | ---------------------------- |
| 1re étape | 19 mai | Pedrosa del Príncipe – Aranda de Duero | étape vallonnée   | 121,9         | Lotte Kopecky     | Lotte Kopecky                |
| 2e étape  | 20 mai | Sasamón – Aguilar de Campoo            | étape vallonnée   | 128           | Matilde Vitillo   | Jennifer Ducuara             |
| 3e étape  | 21 mai | Medina de Pomar – Ojo Guareña          | étape de plaine   | 113,4         | Mavi García       | Mavi García                  |
| 4e étape  | 22 mai | Covarrubias – Lagunas de Neila         | étape de montagne | 125,1         | Demi Vollering    | Juliette Labous              |

## Déroulement de la course

### 1reétape
Les températures sont élevées. Une échappée se forme dès les premiers kilomètres. Elle est constituée de : Andrea Ramírez, Lara Vieceli et Matilde Vitillo. Leur avance atteint la minute, mais le peloton mené par Roland Cogeas Edelweiss, Massi Tactic et BePink réduit progressivement l'écart. À trente-huit kilomètres de l'arrivée, Ramírez sort seule. Les échappées sont néanmoins toutes reprises à trente-deux kilomètres de la ligne. Juste après, les formations Trek-Segafredo, FDJ Nouvelle-Aquitaine Futuroscope et DSM tentent de créer des bordures. Pauliena Rooijakkers, Veronica Ewers et Olivia Baril sont notablement piégées. La première revient par la suite grâce à l'aide d'Alena Amialiusik. L'étape se conclut au sprint. Tereza Neumanova lance le sprint, mais Lotte Kopecky la dépasse et s'impose nettement.
| \| Classement de l'étape \| Classement de l'étape \| Classement de l'étape \| Classement de l'étape \| Classement de l'étape \| \| Coureuse \| Coureuse \| Pays \| Équipe \| Temps \| \| --------------------- \| --------------------- \| --------------------- \| ---------------------------------- \| --------------------- \| \| 1re \| Lotte Kopecky \| Belgique \| SD Worx \| 3 h 21 min 49 s \| \| 2e \| Tereza Neumanová \| Tchéquie \| Liv Racing Xstra \| + 0 s \| \| 3e \| Emma Norsgaard \| Danemark \| Movistar Team \| + 0 s \| \| 4e \| Tamara Dronova \| Russie \| Roland Cogeas-Edelweiss Squad \| + 0 s \| \| 5e \| Soraya Paladin \| Italie \| Canyon-SRAM Racing \| + 0 s \| \| 6e \| Floortje Mackaij \| Pays-Bas \| Team DSM \| + 0 s \| \| 7e \| Nina Kessler \| Pays-Bas \| Team BikeExchange-Jayco \| + 0 s \| \| 8e \| Amalie Dideriksen \| Danemark \| Trek-Segafredo \| + 0 s \| \| 9e \| Marie Le Net \| France \| FDJ-Nouvelle Aquitaine-Futuroscope \| + 0 s \| \| 10e \| Eleonora Gasparrini \| Italie \| Valcar-Travel & Service \| + 0 s \| |                     |          |                                    |                 |
| |                     |          |                                    |                 |
| |                     |          |                                    |                 |
| Classement de l'étape |                     |          |                                    |                 |
| Coureuse | Coureuse            | Pays     | Équipe                             | Temps           |
| 1re | Lotte Kopecky       | Belgique | SD Worx                            | 3 h 21 min 49 s |
| 2e | Tereza Neumanová    | Tchéquie | Liv Racing Xstra                   | + 0 s           |
| 3e | Emma Norsgaard      | Danemark | Movistar Team                      | + 0 s           |
| 4e | Tamara Dronova      | Russie   | Roland Cogeas-Edelweiss Squad      | + 0 s           |
| 5e | Soraya Paladin      | Italie   | Canyon-SRAM Racing                 | + 0 s           |
| 6e | Floortje Mackaij    | Pays-Bas | Team DSM                           | + 0 s           |
| 7e | Nina Kessler        | Pays-Bas | Team BikeExchange-Jayco            | + 0 s           |
| 8e | Amalie Dideriksen   | Danemark | Trek-Segafredo                     | + 0 s           |
| 9e | Marie Le Net        | France   | FDJ-Nouvelle Aquitaine-Futuroscope | + 0 s           |
| 10e | Eleonora Gasparrini | Italie   | Valcar-Travel & Service            | + 0 s           |

| \| Classement général \| Classement général \| Classement général \| Classement général \| Classement général \| \| Coureuse \| Coureuse \| Pays \| Équipe \| Temps \| \| ------------------ \| ------------------- \| ------------------ \| ---------------------------------- \| ------------------ \| \| 1re \| Lotte Kopecky \| Belgique \| SD Worx \| 3 h 21 min 49 s \| \| 2e \| Tereza Neumanová \| Tchéquie \| Liv Racing Xstra \| + 0 s \| \| 3e \| Emma Norsgaard \| Danemark \| Movistar Team \| + 0 s \| \| 4e \| Tamara Dronova \| Russie \| Roland Cogeas-Edelweiss Squad \| + 0 s \| \| 5e \| Soraya Paladin \| Italie \| Canyon-SRAM Racing \| + 0 s \| \| 6e \| Floortje Mackaij \| Pays-Bas \| Team DSM \| + 0 s \| \| 7e \| Nina Kessler \| Pays-Bas \| Team BikeExchange-Jayco \| + 0 s \| \| 8e \| Amalie Dideriksen \| Danemark \| Trek-Segafredo \| + 0 s \| \| 9e \| Marie Le Net \| France \| FDJ-Nouvelle Aquitaine-Futuroscope \| + 0 s \| \| 10e \| Eleonora Gasparrini \| Italie \| Valcar-Travel & Service \| + 0 s \| |                     |          |                                    |                 |
| |                     |          |                                    |                 |
| |                     |          |                                    |                 |
| Classement général |                     |          |                                    |                 |
| Coureuse | Coureuse            | Pays     | Équipe                             | Temps           |
| 1re | Lotte Kopecky       | Belgique | SD Worx                            | 3 h 21 min 49 s |
| 2e | Tereza Neumanová    | Tchéquie | Liv Racing Xstra                   | + 0 s           |
| 3e | Emma Norsgaard      | Danemark | Movistar Team                      | + 0 s           |
| 4e | Tamara Dronova      | Russie   | Roland Cogeas-Edelweiss Squad      | + 0 s           |
| 5e | Soraya Paladin      | Italie   | Canyon-SRAM Racing                 | + 0 s           |
| 6e | Floortje Mackaij    | Pays-Bas | Team DSM                           | + 0 s           |
| 7e | Nina Kessler        | Pays-Bas | Team BikeExchange-Jayco            | + 0 s           |
| 8e | Amalie Dideriksen   | Danemark | Trek-Segafredo                     | + 0 s           |
| 9e | Marie Le Net        | France   | FDJ-Nouvelle Aquitaine-Futuroscope | + 0 s           |
| 10e | Eleonora Gasparrini | Italie   | Valcar-Travel & Service            | + 0 s           |

### 2eétape
Lara Vieceli et Mieke Kröger attaquent dans les premiers kilomètres, mais sont reprises. Au bout de quarante kilomètres, un groupe de sept coureuses se forme. Il s'agit de : Matilde Vitillo, Vieceli, Tatiana Ducuara, Nora Jenčušová, Nina Buijsman, Aranza Villalón et Maaike Coljé. Un groupe de poursuite avec Natalia Franco et Catalina Soto tente plus de tard de revenir, mais n'opère jamais la jonction. Andrea Ramírez en fait de même. L'écart de l'échappée atteint sept minutes à quarante-cinq kilomètres de l'arrivée. À douze kilomètres du but, plusieurs coureuses sortent du peloton, mais il se reforme par la suite. L'écart se réduit rapidement avec l'échappée. Matilde Vitillo remporte le sprint du groupe qui ne compte que sept secondes d'avance sur peloton à l'arrivée. Tatiana Ducuara prend la tête du classement général.
| \| Classement de l'étape \| Classement de l'étape \| Classement de l'étape \| Classement de l'étape \| Classement de l'étape \| \| Coureuse \| Coureuse \| Pays \| Équipe \| Temps \| \| --------------------- \| --------------------- \| --------------------- \| ----------------------------- \| --------------------- \| \| 1re \| Matilde Vitillo \| Italie \| Bepink \| 3 h 17 min 58 s \| \| 2e \| Nina Buysman \| Pays-Bas \| Human Powered Health \| + 0 s \| \| 3e \| Lara Vieceli \| Italie \| Ceratizit-WNT Pro Cycling \| + 0 s \| \| 4e \| Aranza Villalón \| Chili \| Eneicat-RBH \| + 0 s \| \| 5e \| Nora Jenčušová \| Slovaquie \| Bepink \| + 1 s \| \| 6e \| Jennifer Ducuara \| Colombie \| Colombia Tierra de Atletas \| + 1 s \| \| 7e \| Maaike Coljé \| Pays-Bas \| Massi Tactic \| + 1 s \| \| 8e \| Lotte Kopecky \| Belgique \| SD Worx \| + 7 s \| \| 9e \| Emma Norsgaard \| Danemark \| Movistar Team \| + 7 s \| \| 10e \| Tamara Dronova \| Russie \| Roland Cogeas-Edelweiss Squad \| + 7 s \| |                  |           |                               |                 |
| |                  |           |                               |                 |
| |                  |           |                               |                 |
| Classement de l'étape |                  |           |                               |                 |
| Coureuse | Coureuse         | Pays      | Équipe                        | Temps           |
| 1re | Matilde Vitillo  | Italie    | Bepink                        | 3 h 17 min 58 s |
| 2e | Nina Buysman     | Pays-Bas  | Human Powered Health          | + 0 s           |
| 3e | Lara Vieceli     | Italie    | Ceratizit-WNT Pro Cycling     | + 0 s           |
| 4e | Aranza Villalón  | Chili     | Eneicat-RBH                   | + 0 s           |
| 5e | Nora Jenčušová   | Slovaquie | Bepink                        | + 1 s           |
| 6e | Jennifer Ducuara | Colombie  | Colombia Tierra de Atletas    | + 1 s           |
| 7e | Maaike Coljé     | Pays-Bas  | Massi Tactic                  | + 1 s           |
| 8e | Lotte Kopecky    | Belgique  | SD Worx                       | + 7 s           |
| 9e | Emma Norsgaard   | Danemark  | Movistar Team                 | + 7 s           |
| 10e | Tamara Dronova   | Russie    | Roland Cogeas-Edelweiss Squad | + 7 s           |

| \| Classement général \| Classement général \| Classement général \| Classement général \| Classement général \| \| Coureuse \| Coureuse \| Pays \| Équipe \| Temps \| \| ------------------ \| ------------------ \| ------------------ \| ---------------------------------- \| ------------------ \| \| 1re \| Jennifer Ducuara \| Colombie \| Colombia Tierra de Atletas \| 6 h 39 min 48 s \| \| 2e \| Lotte Kopecky \| Belgique \| SD Worx \| + 6 s \| \| 3e \| Emma Norsgaard \| Danemark \| Movistar Team \| + 6 s \| \| 4e \| Tamara Dronova \| Russie \| Roland Cogeas-Edelweiss Squad \| + 6 s \| \| 5e \| Tereza Neumanová \| Tchéquie \| Liv Racing Xstra \| + 6 s \| \| 6e \| Nina Kessler \| Pays-Bas \| Team BikeExchange-Jayco \| + 6 s \| \| 7e \| Floortje Mackaij \| Pays-Bas \| Team DSM \| + 6 s \| \| 8e \| Soraya Paladin \| Italie \| Canyon-SRAM Racing \| + 6 s \| \| 9e \| Letizia Borghesi \| Italie \| EF Education-TIBCO-SVB \| + 6 s \| \| 10e \| Marie Le Net \| France \| FDJ-Nouvelle Aquitaine-Futuroscope \| + 6 s \| |                  |          |                                    |                 |
| |                  |          |                                    |                 |
| |                  |          |                                    |                 |
| Classement général |                  |          |                                    |                 |
| Coureuse | Coureuse         | Pays     | Équipe                             | Temps           |
| 1re | Jennifer Ducuara | Colombie | Colombia Tierra de Atletas         | 6 h 39 min 48 s |
| 2e | Lotte Kopecky    | Belgique | SD Worx                            | + 6 s           |
| 3e | Emma Norsgaard   | Danemark | Movistar Team                      | + 6 s           |
| 4e | Tamara Dronova   | Russie   | Roland Cogeas-Edelweiss Squad      | + 6 s           |
| 5e | Tereza Neumanová | Tchéquie | Liv Racing Xstra                   | + 6 s           |
| 6e | Nina Kessler     | Pays-Bas | Team BikeExchange-Jayco            | + 6 s           |
| 7e | Floortje Mackaij | Pays-Bas | Team DSM                           | + 6 s           |
| 8e | Soraya Paladin   | Italie   | Canyon-SRAM Racing                 | + 6 s           |
| 9e | Letizia Borghesi | Italie   | EF Education-TIBCO-SVB             | + 6 s           |
| 10e | Marie Le Net     | France   | FDJ-Nouvelle Aquitaine-Futuroscope | + 6 s           |

### 3eétape
La première véritable échappée part à cinquante-cinq kilomètres de l'arrivée. Elle comprend : Nina Buijsman,  Marta Jaskulska, Lucinda Brand, Sandra Alonso et Eleonora Camilla Gasparrini. Le peloton les garde à distance et les reprend à trente-trois kilomètres de la ligne. Dans l'Alto Retuerta qui suit, Marie Le Net se montre active, mais ne fait pas partie du groupe de sept qui se détache à son sommet. Il y a là : Cecilie Uttrup Ludwig, Kristen Faulkner, Katarzyna Niewiadoma, Niamh Fisher-Black, Mavi Garcia, Juliette Labous et Liane Lippert. Demi Vollering et Veronica Ewers reviennent après la descente, suivies par d'autres. À quatorze kilomètres du but, Mavi Garcia passe à l'offensive. Elle est suivie par Evita Muzic. Elles obtiennent une trentaine de secondes d'avance. À l'inverse, Demi Vollering éprouve des difficultés à suivre. Dans l'ultime difficulté, l'Ojo Guareña, Mavi Garcia distance Muzic pour s'imposer seule. Elle devient la nouvelle leader. Demi Vollering arrive quarante-neuf secondes après la vainqueur.
| \| Classement de l'étape \| Classement de l'étape \| Classement de l'étape \| Classement de l'étape \| Classement de l'étape \| \| Coureuse \| Coureuse \| Pays \| Équipe \| Temps \| \| --------------------- \| ----------------------- \| --------------------- \| ---------------------------------- \| --------------------- \| \| 1re \| Mavi García \| Espagne \| UAE Team ADQ \| 2 h 46 min 23 s \| \| 2e \| Évita Muzic \| France \| FDJ-Nouvelle Aquitaine-Futuroscope \| + 12 s \| \| 3e \| Liane Lippert \| Allemagne \| Team DSM \| + 15 s \| \| 4e \| Lotte Kopecky \| Belgique \| SD Worx \| + 15 s \| \| 5e \| Katarzyna Niewiadoma \| Pologne \| Canyon-SRAM Racing \| + 15 s \| \| 6e \| Silvia Persico \| Italie \| Valcar-Travel & Service \| + 15 s \| \| 7e \| Juliette Labous \| France \| Team DSM \| + 15 s \| \| 8e \| Kristabel Doebel-Hickok \| États-Unis \| EF Education-TIBCO-SVB \| + 15 s \| \| 9e \| Paula Patiño \| Colombie \| Movistar Team \| + 15 s \| \| 10e \| Cecilie Uttrup Ludwig \| Danemark \| FDJ-Nouvelle Aquitaine-Futuroscope \| + 15 s \| |                         |            |                                    |                 |
| |                         |            |                                    |                 |
| |                         |            |                                    |                 |
| Classement de l'étape |                         |            |                                    |                 |
| Coureuse | Coureuse                | Pays       | Équipe                             | Temps           |
| 1re | Mavi García             | Espagne    | UAE Team ADQ                       | 2 h 46 min 23 s |
| 2e | Évita Muzic             | France     | FDJ-Nouvelle Aquitaine-Futuroscope | + 12 s          |
| 3e | Liane Lippert           | Allemagne  | Team DSM                           | + 15 s          |
| 4e | Lotte Kopecky           | Belgique   | SD Worx                            | + 15 s          |
| 5e | Katarzyna Niewiadoma    | Pologne    | Canyon-SRAM Racing                 | + 15 s          |
| 6e | Silvia Persico          | Italie     | Valcar-Travel & Service            | + 15 s          |
| 7e | Juliette Labous         | France     | Team DSM                           | + 15 s          |
| 8e | Kristabel Doebel-Hickok | États-Unis | EF Education-TIBCO-SVB             | + 15 s          |
| 9e | Paula Patiño            | Colombie   | Movistar Team                      | + 15 s          |
| 10e | Cecilie Uttrup Ludwig   | Danemark   | FDJ-Nouvelle Aquitaine-Futuroscope | + 15 s          |

| \| Classement général \| Classement général \| Classement général \| Classement général \| Classement général \| \| Coureuse \| Coureuse \| Pays \| Équipe \| Temps \| \| ------------------ \| ----------------------- \| ------------------ \| ---------------------------------- \| ------------------ \| \| 1re \| Mavi García \| Espagne \| UAE Team ADQ \| 9 h 26 min 17 s \| \| 2e \| Évita Muzic \| France \| FDJ-Nouvelle Aquitaine-Futuroscope \| + 12 s \| \| 3e \| Lotte Kopecky \| Belgique \| SD Worx \| + 15 s \| \| 4e \| Tamara Dronova \| Russie \| Roland Cogeas-Edelweiss Squad \| + 15 s \| \| 5e \| Kristabel Doebel-Hickok \| États-Unis \| EF Education-TIBCO-SVB \| + 15 s \| \| 6e \| Letizia Borghesi \| Italie \| EF Education-TIBCO-SVB \| + 15 s \| \| 7e \| Katarzyna Niewiadoma \| Pologne \| Canyon-SRAM Racing \| + 15 s \| \| 8e \| Juliette Labous \| France \| Team DSM \| + 15 s \| \| 9e \| Elise Chabbey \| Suisse \| Canyon-SRAM Racing \| + 15 s \| \| 10e \| Paula Patiño \| Colombie \| Movistar Team \| + 15 s \| |                         |            |                                    |                 |
| |                         |            |                                    |                 |
| |                         |            |                                    |                 |
| Classement général |                         |            |                                    |                 |
| Coureuse | Coureuse                | Pays       | Équipe                             | Temps           |
| 1re | Mavi García             | Espagne    | UAE Team ADQ                       | 9 h 26 min 17 s |
| 2e | Évita Muzic             | France     | FDJ-Nouvelle Aquitaine-Futuroscope | + 12 s          |
| 3e | Lotte Kopecky           | Belgique   | SD Worx                            | + 15 s          |
| 4e | Tamara Dronova          | Russie     | Roland Cogeas-Edelweiss Squad      | + 15 s          |
| 5e | Kristabel Doebel-Hickok | États-Unis | EF Education-TIBCO-SVB             | + 15 s          |
| 6e | Letizia Borghesi        | Italie     | EF Education-TIBCO-SVB             | + 15 s          |
| 7e | Katarzyna Niewiadoma    | Pologne    | Canyon-SRAM Racing                 | + 15 s          |
| 8e | Juliette Labous         | France     | Team DSM                           | + 15 s          |
| 9e | Elise Chabbey           | Suisse     | Canyon-SRAM Racing                 | + 15 s          |
| 10e | Paula Patiño            | Colombie   | Movistar Team                      | + 15 s          |

### 4eétape
Lotte Kopecky, Anna Shackley, Elise Chabbey, Marie Le Net et Lucinda Brand forment l'échappée qui sort au bout de cinquante kilomètres. Elles comptent une minute seize d'avance au pied de la dernière difficulté : la Lagunas de Neila. Niamh Fisher-Black mène le peloton, ce qui provoque une sélection. À six kilomètres du sommet, Demi Vollering, Juliette Labous et Paula Patiño accélèrent. Elles sont reprises, mais Labous attaque de nouveau. Niamh Fisher-Black et Demi Vollering reviennent, cette dernière produisant une nouvelle attaque. Elle gagne l'étape, mais à cause de sa perte de temps de la veille, le classement général est remporté par Juliette Labous.
| \| Classement de l'étape \| Classement de l'étape \| Classement de l'étape \| Classement de l'étape \| Classement de l'étape \| \| Coureuse \| Coureuse \| Pays \| Équipe \| Temps \| \| --------------------- \| ----------------------- \| --------------------- \| ---------------------------------- \| --------------------- \| \| 1re \| Demi Vollering \| Pays-Bas \| SD Worx \| 3 h 39 min 39 s \| \| 2e \| Juliette Labous \| France \| Team DSM \| + 17 s \| \| 3e \| Évita Muzic \| France \| FDJ-Nouvelle Aquitaine-Futuroscope \| + 37 s \| \| 4e \| Kristabel Doebel-Hickok \| États-Unis \| EF Education-TIBCO-SVB \| + 44 s \| \| 5e \| Cecilie Uttrup Ludwig \| Danemark \| FDJ-Nouvelle Aquitaine-Futuroscope \| + 44 s \| \| 6e \| Silvia Persico \| Italie \| Valcar-Travel & Service \| + 50 s \| \| 7e \| Shirin van Anrooij \| Pays-Bas \| Trek-Segafredo \| + 54 s \| \| 8e \| Niamh Fisher-Black \| Nouvelle-Zélande \| SD Worx \| + 1 min 06 s \| \| 9e \| Ane Santesteban \| Espagne \| Team BikeExchange-Jayco \| + 1 min 20 s \| \| 10e \| Paula Patiño \| Colombie \| Movistar Team \| + 1 min 28 s \| |                         |                  |                                    |                 |
| |                         |                  |                                    |                 |
| Source : Cycling Quotient |                         |                  |                                    |                 |
| Classement de l'étape |                         |                  |                                    |                 |
| Coureuse | Coureuse                | Pays             | Équipe                             | Temps           |
| 1re | Demi Vollering          | Pays-Bas         | SD Worx                            | 3 h 39 min 39 s |
| 2e | Juliette Labous         | France           | Team DSM                           | + 17 s          |
| 3e | Évita Muzic             | France           | FDJ-Nouvelle Aquitaine-Futuroscope | + 37 s          |
| 4e | Kristabel Doebel-Hickok | États-Unis       | EF Education-TIBCO-SVB             | + 44 s          |
| 5e | Cecilie Uttrup Ludwig   | Danemark         | FDJ-Nouvelle Aquitaine-Futuroscope | + 44 s          |
| 6e | Silvia Persico          | Italie           | Valcar-Travel & Service            | + 50 s          |
| 7e | Shirin van Anrooij      | Pays-Bas         | Trek-Segafredo                     | + 54 s          |
| 8e | Niamh Fisher-Black      | Nouvelle-Zélande | SD Worx                            | + 1 min 06 s    |
| 9e | Ane Santesteban         | Espagne          | Team BikeExchange-Jayco            | + 1 min 20 s    |
| 10e | Paula Patiño            | Colombie         | Movistar Team                      | + 1 min 28 s    |

## Classements finals

### Classement général final
| \| Classement général \| Classement général \| Classement général \| Classement général \| Classement général \| \| Coureuse \| Coureuse \| Pays \| Équipe \| Temps \| \| ------------------ \| ----------------------- \| ------------------ \| ---------------------------------- \| ------------------ \| \| 1re \| Juliette Labous \| France \| Team DSM \| 13 h 06 min 28 s \| \| 2e \| Évita Muzic \| France \| FDJ-Nouvelle Aquitaine-Futuroscope \| + 17 s \| \| 3e \| Demi Vollering \| Pays-Bas \| SD Worx \| + 17 s \| \| 4e \| Kristabel Doebel-Hickok \| États-Unis \| EF Education-TIBCO-SVB \| + 27 s \| \| 5e \| Cecilie Uttrup Ludwig \| Danemark \| FDJ-Nouvelle Aquitaine-Futuroscope \| + 27 s \| \| 6e \| Shirin van Anrooij \| Pays-Bas \| Trek-Segafredo \| + 37 s \| \| 7e \| Silvia Persico \| Italie \| Valcar-Travel & Service \| + 46 s \| \| 8e \| Niamh Fisher-Black \| Nouvelle-Zélande \| SD Worx \| + 56 s \| \| 9e \| Ane Santesteban \| Espagne \| Team BikeExchange-Jayco \| + 1 min 03 s \| \| 10e \| Paula Patiño \| Colombie \| Movistar Team \| + 1 min 11 s \| |                         |                  |                                    |                  |
| |                         |                  |                                    |                  |
| |                         |                  |                                    |                  |
| Classement général |                         |                  |                                    |                  |
| Coureuse | Coureuse                | Pays             | Équipe                             | Temps            |
| 1re | Juliette Labous         | France           | Team DSM                           | 13 h 06 min 28 s |
| 2e | Évita Muzic             | France           | FDJ-Nouvelle Aquitaine-Futuroscope | + 17 s           |
| 3e | Demi Vollering          | Pays-Bas         | SD Worx                            | + 17 s           |
| 4e | Kristabel Doebel-Hickok | États-Unis       | EF Education-TIBCO-SVB             | + 27 s           |
| 5e | Cecilie Uttrup Ludwig   | Danemark         | FDJ-Nouvelle Aquitaine-Futuroscope | + 27 s           |
| 6e | Shirin van Anrooij      | Pays-Bas         | Trek-Segafredo                     | + 37 s           |
| 7e | Silvia Persico          | Italie           | Valcar-Travel & Service            | + 46 s           |
| 8e | Niamh Fisher-Black      | Nouvelle-Zélande | SD Worx                            | + 56 s           |
| 9e | Ane Santesteban         | Espagne          | Team BikeExchange-Jayco            | + 1 min 03 s     |
| 10e | Paula Patiño            | Colombie         | Movistar Team                      | + 1 min 11 s     |

### Points UCI
| Position                  | 1er | 2e  | 3e  | 4e  | 5e  | 6e  | 7e  | 8e  | 9e | 10e | 11e | 12e | 13e | 14e | 15e | 16e à 20e | 21e à 30e | 31e à 40e |  |  |
| Classement général        | 400 | 320 | 260 | 220 | 180 | 140 | 120 | 100 | 80 | 68  | 56  | 48  | 40  | 32  | 28  | 24        | 16        | 8         |  |  |
| Étapes et demi-étapes     | 50  | 40  | 30  | 25  | 20  | 18  | 15  | 10  | 8  | 6   |     |     |     |     |     |           |           |           |  |  |
| Port du maillot de leader | 8   |     |     |     |     |     |     |     |    |     |     |     |     |     |     |           |           |           |  |  |

### Classements annexes
| Classement par points | Classement par points   | Classement par points | Classement par points              | Classement par points |
| Coureuse              | Coureuse                | Pays                  | Équipe                             | Points                |
| --------------------- | ----------------------- | --------------------- | ---------------------------------- | --------------------- |
| 1re                   | Lotte Kopecky           | Belgique              | SD Worx                            | 47 pts                |
| 2e                    | Évita Muzic             | France                | FDJ-Nouvelle Aquitaine-Futuroscope | 36 pts                |
| 3e                    | Juliette Labous         | France                | Team DSM                           | 32 pts                |
| 4e                    | Kristabel Doebel-Hickok | États-Unis            | EF Education-TIBCO-SVB             | 26 pts                |
| 5e                    | Demi Vollering          | Pays-Bas              | SD Worx                            | 25 pts                |
| 6e                    | Mavi García             | Espagne               | UAE Team ADQ                       | 25 pts                |
| 7e                    | Matilde Vitillo         | Italie                | Bepink                             | 25 pts                |
| 8e                    | Tamara Dronova          | Russie                | Roland Cogeas-Edelweiss Squad      | 25 pts                |
| 9e                    | Tereza Neumanová        | Tchéquie              | Liv Racing Xstra                   | 24 pts                |
| 10e                   | Emma Norsgaard          | Danemark              | Movistar Team                      | 23 pts                |

| Classement par points | Classement par points   | Classement par points | Classement par points              | Classement par points |
| Coureuse              | Coureuse                | Pays                  | Équipe                             | Points                |
| --------------------- | ----------------------- | --------------------- | ---------------------------------- | --------------------- |
| 1re                   | Lotte Kopecky           | Belgique              | SD Worx                            | 47 pts                |
| 2e                    | Évita Muzic             | France                | FDJ-Nouvelle Aquitaine-Futuroscope | 36 pts                |
| 3e                    | Juliette Labous         | France                | Team DSM                           | 32 pts                |
| 4e                    | Kristabel Doebel-Hickok | États-Unis            | EF Education-TIBCO-SVB             | 26 pts                |
| 5e                    | Demi Vollering          | Pays-Bas              | SD Worx                            | 25 pts                |
| 6e                    | Mavi García             | Espagne               | UAE Team ADQ                       | 25 pts                |
| 7e                    | Matilde Vitillo         | Italie                | Bepink                             | 25 pts                |
| 8e                    | Tamara Dronova          | Russie                | Roland Cogeas-Edelweiss Squad      | 25 pts                |
| 9e                    | Tereza Neumanová        | Tchéquie              | Liv Racing Xstra                   | 24 pts                |
| 10e                   | Emma Norsgaard          | Danemark              | Movistar Team                      | 23 pts                |

| Classement de la montagne | Classement de la montagne | Classement de la montagne | Classement de la montagne          | Classement de la montagne |
| Coureuse                  | Coureuse                  | Pays                      | Équipe                             | Points                    |
| ------------------------- | ------------------------- | ------------------------- | ---------------------------------- | ------------------------- |
| 1re                       | Demi Vollering            | Pays-Bas                  | SD Worx                            | 30 pts                    |
| 2e                        | Juliette Labous           | France                    | Team DSM                           | 25 pts                    |
| 3e                        | Évita Muzic               | France                    | FDJ-Nouvelle Aquitaine-Futuroscope | 24 pts                    |
| 4e                        | Kristabel Doebel-Hickok   | États-Unis                | EF Education-TIBCO-SVB             | 16 pts                    |
| 5e                        | Cecilie Uttrup Ludwig     | Danemark                  | FDJ-Nouvelle Aquitaine-Futuroscope | 13 pts                    |
| 6e                        | Nina Buysman              | Pays-Bas                  | Human Powered Health               | 12 pts                    |
| 7e                        | Silvia Persico            | Italie                    | Valcar-Travel & Service            | 10 pts                    |
| 8e                        | Katarzyna Niewiadoma      | Pologne                   | Canyon-SRAM Racing                 | 8 pts                     |
| 9e                        | Anna Shackley             | Royaume-Uni               | SD Worx                            | 8 pts                     |
| 10e                       | Lucinda Brand             | Pays-Bas                  | Trek-Segafredo                     | 8 pts                     |

| Classement de la montagne | Classement de la montagne | Classement de la montagne | Classement de la montagne          | Classement de la montagne |
| Coureuse                  | Coureuse                  | Pays                      | Équipe                             | Points                    |
| ------------------------- | ------------------------- | ------------------------- | ---------------------------------- | ------------------------- |
| 1re                       | Demi Vollering            | Pays-Bas                  | SD Worx                            | 30 pts                    |
| 2e                        | Juliette Labous           | France                    | Team DSM                           | 25 pts                    |
| 3e                        | Évita Muzic               | France                    | FDJ-Nouvelle Aquitaine-Futuroscope | 24 pts                    |
| 4e                        | Kristabel Doebel-Hickok   | États-Unis                | EF Education-TIBCO-SVB             | 16 pts                    |
| 5e                        | Cecilie Uttrup Ludwig     | Danemark                  | FDJ-Nouvelle Aquitaine-Futuroscope | 13 pts                    |
| 6e                        | Nina Buysman              | Pays-Bas                  | Human Powered Health               | 12 pts                    |
| 7e                        | Silvia Persico            | Italie                    | Valcar-Travel & Service            | 10 pts                    |
| 8e                        | Katarzyna Niewiadoma      | Pologne                   | Canyon-SRAM Racing                 | 8 pts                     |
| 9e                        | Anna Shackley             | Royaume-Uni               | SD Worx                            | 8 pts                     |
| 10e                       | Lucinda Brand             | Pays-Bas                  | Trek-Segafredo                     | 8 pts                     |

| Classement du meilleur jeune | Classement du meilleur jeune | Classement du meilleur jeune | Classement du meilleur jeune       | Classement du meilleur jeune |
| Coureuse                     | Coureuse                     | Pays                         | Équipe                             | Temps                        |
| ---------------------------- | ---------------------------- | ---------------------------- | ---------------------------------- | ---------------------------- |
| 1re                          | Évita Muzic                  | France                       | FDJ-Nouvelle Aquitaine-Futuroscope | 13 h 06 min 45 s             |
| 2e                           | Shirin van Anrooij           | Pays-Bas                     | Trek-Segafredo                     | + 20 s                       |
| 3e                           | Niamh Fisher-Black           | Nouvelle-Zélande             | SD Worx                            | + 39 s                       |
| 4e                           | Anna Shackley                | Royaume-Uni                  | SD Worx                            | + 1 min 52 s                 |
| 5e                           | Barbara Malcotti             | Italie                       | Human Powered Health               | + 8 min 10 s                 |
| 6e                           | Sara Martín                  | Espagne                      | Movistar Team                      | + 8 min 20 s                 |
| 7e                           | Marie Le Net                 | France                       | FDJ-Nouvelle Aquitaine-Futuroscope | + 9 min 51 s                 |
| 8e                           | Eleonora Gasparrini          | Italie                       | Valcar-Travel & Service            | + 13 min 28 s                |
| 9e                           | Emma Norsgaard               | Danemark                     | Movistar Team                      | + 13 min 34 s                |
| 10e                          | Petra Stiasny                | Suisse                       | Roland Cogeas-Edelweiss Squad      | + 16 min 15 s                |

| Classement du meilleur jeune | Classement du meilleur jeune | Classement du meilleur jeune | Classement du meilleur jeune       | Classement du meilleur jeune |
| Coureuse                     | Coureuse                     | Pays                         | Équipe                             | Temps                        |
| ---------------------------- | ---------------------------- | ---------------------------- | ---------------------------------- | ---------------------------- |
| 1re                          | Évita Muzic                  | France                       | FDJ-Nouvelle Aquitaine-Futuroscope | 13 h 06 min 45 s             |
| 2e                           | Shirin van Anrooij           | Pays-Bas                     | Trek-Segafredo                     | + 20 s                       |
| 3e                           | Niamh Fisher-Black           | Nouvelle-Zélande             | SD Worx                            | + 39 s                       |
| 4e                           | Anna Shackley                | Royaume-Uni                  | SD Worx                            | + 1 min 52 s                 |
| 5e                           | Barbara Malcotti             | Italie                       | Human Powered Health               | + 8 min 10 s                 |
| 6e                           | Sara Martín                  | Espagne                      | Movistar Team                      | + 8 min 20 s                 |
| 7e                           | Marie Le Net                 | France                       | FDJ-Nouvelle Aquitaine-Futuroscope | + 9 min 51 s                 |
| 8e                           | Eleonora Gasparrini          | Italie                       | Valcar-Travel & Service            | + 13 min 28 s                |
| 9e                           | Emma Norsgaard               | Danemark                     | Movistar Team                      | + 13 min 34 s                |
| 10e                          | Petra Stiasny                | Suisse                       | Roland Cogeas-Edelweiss Squad      | + 16 min 15 s                |

| Classement par équipes | Classement par équipes             | Classement par équipes | Classement par équipes |
| Équipe                 | Équipe                             | Pays                   | Temps                  |
| ---------------------- | ---------------------------------- | ---------------------- | ---------------------- |
| 1re                    | SD Worx                            | Pays-Bas               | 39 h 22 min 12 s       |
| 2e                     | FDJ Nouvelle Aquitaine Futuroscope | France                 | + 1 min 25 s           |
| 3e                     | Canyon-SRAM Racing                 | Allemagne              | + 3 min 21 s           |

| Classement par équipes | Classement par équipes             | Classement par équipes | Classement par équipes |
| Équipe                 | Équipe                             | Pays                   | Temps                  |
| ---------------------- | ---------------------------------- | ---------------------- | ---------------------- |
| 1re                    | SD Worx                            | Pays-Bas               | 39 h 22 min 12 s       |
| 2e                     | FDJ Nouvelle Aquitaine Futuroscope | France                 | + 1 min 25 s           |
| 3e                     | Canyon-SRAM Racing                 | Allemagne              | + 3 min 21 s           |

## Évolution des classements
| Étape              |                    | Vainqueur _     | Classement général | Classement par points | Meilleure grimpeuse | Meilleure jeune |
| ------------------ | ------------------ | --------------- | ------------------ | --------------------- | ------------------- | --------------- |
| 1re étape          | étape vallonnée    | Lotte Kopecky   | Lotte Kopecky      | Lotte Kopecky         | Lara Vieceli        | Emma Norsgaard  |
| 2e étape           | étape vallonnée    | Matilde Vitillo | Jennifer Ducuara   | Lotte Kopecky         | Lara Vieceli        | Emma Norsgaard  |
| 3e étape           | étape de plaine    | Mavi García     | Mavi García        | Lotte Kopecky         | Lara Vieceli        | Évita Muzic     |
| 4e étape           | étape de montagne  | Demi Vollering  | Juliette Labous    | Lotte Kopecky         | Demi Vollering      | Évita Muzic     |
| Classements finals | Classements finals |                 | Juliette Labous    | Lotte Kopecky         | Demi Vollering      | Évita Muzic     |

## Liste des participantes
| Légende                             | Légende | Légende                                | Légende                                                                                              |
| ----------------------------------- | --- | -------------------------------------- | --- |
| Num                                 | Dossard de départ porté par la coureuse sur ce Tour de Burgos féminin                                           | Pos                                    | Position finale au classement général                                                                |
| Leader du classement général        | Indique la vainqueur du classement général                                                                      | Leader du classement par points        | Indique la vainqueur du classement par points                                                        |
| Leader du classement de la montagne | Indique la vainqueur du classement de la montagne                                                               | Leader du classement du meilleur jeune | Indique la vainqueur du classement de la meilleure jeune                                             |
|                                     | Indique un maillot de champion national ou mondial, suivi de sa spécialité                                      | #                                      | Indique la meilleure équipe                                                                          |
| NP                                  | Indique une coureuse qui n'a pas pris le départ d'une étape, suivi du numéro de l'étape où elle s'est retirée   | AB                                     | Indique une coureuse qui n'a pas terminé une étape, suivi du numéro de l'étape où elle s'est retirée |
| HD                                  | Indique un coureuse qui a terminé une étape hors des délais, suivi du numéro de l'étape                         | DSQ                                    | Indique un coureur qui a été disqualifié de la course, suivi du numéro de l'étape                    |
| *                                   | Indique un coureuse en lice pour le classement de la meilleure jeune (coureuses nées après le 1er janvier 1997) |                                        | |

| SD Worx SDW | SD Worx SDW                 | SD Worx SDW |
| ----------- | --------------------------- | ----------- |
| Num         | Coureuse                    | Pos         |
| 1           | Demi Vollering (NED)        | 3e          |
| 2           | Ashleigh Moolman (RSA)      | AB-1        |
| 3           | Niamh Fisher-Black (NZL)    | 8e          |
| 4           | Anna Shackley (GBR)         | 14e         |
| 5           | Roxane Fournier (FRA)       | AB-4        |
| 6           | Lotte Kopecky (BEL) (route) | 34e         |

| Movistar Team MOV | Movistar Team MOV       | Movistar Team MOV |
| ----------------- | ----------------------- | ----------------- |
| Num               | Coureuse                | Pos               |
| 11                | Sara Martín (ESP)       | 33e               |
| 12                | Barbara Guarischi (ITA) | 68e               |
| 13                | Aude Biannic (FRA)      | 53e               |
| 15                | Emma Norsgaard (DEN)    | 45e               |
| 16                | Paula Patiño (COL)      | 10e               |

| UAE Team ADQ UAD | UAE Team ADQ UAD          | UAE Team ADQ UAD |
| ---------------- | ------------------------- | ---------------- |
| Num              | Coureuse                  | Pos              |
| 21               | Mavi García (ESP) (route) | 15e              |
| 22               | Alessia Patuelli (ITA)    | AB-4             |
| 24               | Sophie Wright (GBR)       | 77e              |
| 25               | Laura Tomasi (ITA)        | 70e              |

| Team BikeExchange-Jayco BEX | Team BikeExchange-Jayco BEX | Team BikeExchange-Jayco BEX |
| --------------------------- | --------------------------- | --------------------------- |
| Num                         | Coureuse                    | Pos                         |
| 31                          | Ane Santesteban (ESP)       | 9e                          |
| 32                          | Urška Žigart (SLO)          | 49e                         |
| 33                          | Georgia Williams (NZL)      | 38e                         |
| 34                          | Amanda Spratt (AUS)         | 28e                         |
| 35                          | Kristen Faulkner (USA)      | 13e                         |
| 36                          | Nina Kessler (NED)          | AB-4                        |

| Canyon-SRAM Racing CSR | Canyon-SRAM Racing CSR     | Canyon-SRAM Racing CSR |
| ---------------------- | -------------------------- | ---------------------- |
| Num                    | Coureuse                   | Pos                    |
| 41                     | Soraya Paladin (ITA)       | 17e                    |
| 42                     | Sarah Roy (AUS)            | AB-4                   |
| 43                     | Elise Chabbey (SUI)        | 12e                    |
| 44                     | Pauliena Rooijakkers (NED) | AB-3                   |
| 45                     | Alena Amialiusik (BLR)     | AB-3                   |
| 46                     | Katarzyna Niewiadoma (POL) | 11e                    |

| EF Education-TIBCO-SVB TIB | EF Education-TIBCO-SVB TIB    | EF Education-TIBCO-SVB TIB |
| -------------------------- | ----------------------------- | -------------------------- |
| Num                        | Coureuse                      | Pos                        |
| 51                         | Veronica Ewers (USA)          | 25e                        |
| 52                         | Kristabel Doebel-Hickok (USA) | 4e                         |
| 53                         | Magdeleine Vallieres (CAN)    | 52e                        |
| 55                         | Kathrin Hammes (GER)          | 39e                        |
| 56                         | Letizia Borghesi (ITA)        | 42e                        |

| FDJ-Nouvelle Aquitaine-Futuroscope FSF | FDJ-Nouvelle Aquitaine-Futuroscope FSF | FDJ-Nouvelle Aquitaine-Futuroscope FSF |
| -------------------------------------- | -------------------------------------- | -------------------------------------- |
| Num                                    | Coureuse                               | Pos                                    |
| 61                                     | Stine Borgli (NOR)                     | 35e                                    |
| 62                                     | Grace Brown (AUS)                      | 19e                                    |
| 63                                     | Marta Cavalli (ITA)                    | AB-2                                   |
| 64                                     | Marie Le Net (FRA)                     | 37e                                    |
| 65                                     | Cecilie Uttrup Ludwig (DEN)            | 5e                                     |
| 66                                     | Évita Muzic (FRA) (route)              | 2e                                     |

| Human Powered Health HPW | Human Powered Health HPW | Human Powered Health HPW |
| ------------------------ | ------------------------ | ------------------------ |
| Num                      | Coureuse                 | Pos                      |
| 71                       | Nina Buysman (NED)       | 46e                      |
| 72                       | Mieke Kröger (GER)       | 87e                      |
| 73                       | Barbara Malcotti (ITA)   | 32e                      |
| 74                       | Marit Raaijmakers (NED)  | 73e                      |
| 75                       | Eri Yonamine (JPN)       | 81e                      |
| 76                       | Lily Williams (USA)      | 84e                      |

| Liv Racing Xstra LIV | Liv Racing Xstra LIV           | Liv Racing Xstra LIV |
| -------------------- | ------------------------------ | -------------------- |
| Num                  | Coureuse                       | Pos                  |
| 81                   | Jeanne Korevaar (NED)          | 36e                  |
| 83                   | Tereza Neumanová (CZE) (route) | 40e                  |
| 85                   | Quinty Ton (NED)               | 27e                  |
| 86                   | Marta Jaskulska (POL)          | AB-4                 |

| Roland Cogeas-Edelweiss Squad CGS | Roland Cogeas-Edelweiss Squad CGS | Roland Cogeas-Edelweiss Squad CGS |
| --------------------------------- | --------------------------------- | --------------------------------- |
| Num                               | Coureuse                          | Pos                               |
| 91                                | Ines Cantera (ESP)                | 54e                               |
| 92                                | Petra Stiasny (SUI)               | 47e                               |
| 93                                | Olga Zabelinskaïa (UZB)           | AB-4                              |
| 94                                | Tamara Dronova (RUS)              | 16e                               |
| 95                                | Caroline Baur (SUI)               | 67e                               |

| Team DSM DSM | Team DSM DSM           | Team DSM DSM |
| ------------ | ---------------------- | ------------ |
| Num          | Coureuse               | Pos          |
| 101          | Franziska Koch (GER)   | 58e          |
| 102          | Esmée Peperkamp (NED)  | 31e          |
| 103          | Juliette Labous (FRA)  | 1re          |
| 104          | Liane Lippert (GER)    | 23e          |
| 105          | Floortje Mackaij (NED) | 30e          |
| 106          | Elise Uijen (NED)      | AB-4         |

| Trek-Segafredo TFS | Trek-Segafredo TFS              | Trek-Segafredo TFS |
| ------------------ | ------------------------------- | ------------------ |
| Num                | Coureuse                        | Pos                |
| 111                | Lucinda Brand (NED)             | 26e                |
| 112                | Audrey Cordon-Ragot (FRA)       | 60e                |
| 113                | Amalie Dideriksen (DEN) (route) | 51e                |
| 114                | Chloe Hosking (AUS)             | 65e                |
| 115                | Leah Thomas (USA)               | AB-4               |
| 116                | Shirin van Anrooij (NED)        | 6e                 |

| Ceratizit-WNT Pro Cycling WNT | Ceratizit-WNT Pro Cycling WNT | Ceratizit-WNT Pro Cycling WNT |
| ----------------------------- | ----------------------------- | ----------------------------- |
| Num                           | Coureuse                      | Pos                           |
| 121                           | Sandra Alonso (ESP)           | 57e                           |
| 122                           | Laura Asencio (FRA)           | 43e                           |
| 123                           | Lana Eberle (GER)             | AB-4                          |
| 124                           | Hanna Nilsson (SWE)           | 22e                           |
| 126                           | Lara Vieceli (ITA)            | AB-4                          |

| Valcar-Travel & Service VAL | Valcar-Travel & Service VAL | Valcar-Travel & Service VAL |
| --------------------------- | --------------------------- | --------------------------- |
| Num                         | Coureuse                    | Pos                         |
| 131                         | Olivia Baril (CAN)          | 64e                         |
| 132                         | Elizabeth Stannard (AUS)    | 48e                         |
| 133                         | Silvia Persico (ITA)        | 7e                          |
| 134                         | Elena Pirrone (ITA)         | AB-4                        |
| 135                         | Eleonora Gasparrini (ITA)   | 44e                         |
| 136                         | Alice Maria Arzuffi (ITA)   | 20e                         |

| Bepink BPK | Bepink BPK                      | Bepink BPK |
| ---------- | ------------------------------- | ---------- |
| Num        | Coureuse                        | Pos        |
| 141        | Elisabet Escursell Valero (ESP) | AB-1       |
| 142        | Nadia Quagliotto (ITA)          | 63e        |
| 143        | Prisca Savi (ITA)               | 80e        |
| 144        | Michaela Drummond (NZL)         | 41e        |
| 145        | Matilde Vitillo (ITA)           | 59e        |
| 146        | Nora Jenčušová (SVK)            | AB-4       |

| Centre mondial du cyclisme WCC | Centre mondial du cyclisme WCC | Centre mondial du cyclisme WCC |
| ------------------------------ | ------------------------------ | ------------------------------ |
| Num                            | Coureuse                       | Pos                            |
| 151                            | Veronika Jandová (CZE)         | 89e                            |
| 152                            | Dziyana Lebedz (BLR)           | 85e                            |
| 153                            | Natalia Franco (COL)           | 72e                            |
| 154                            | Luciana Roland (ARG)           | 86e                            |
| 155                            | Elina Tasane (EST)             | AB-4                           |
| 156                            | Selam Ahama Gerefiel (ETH)     | AB-4                           |

| Colombia Tierra de Atletas CTF | Colombia Tierra de Atletas CTF | Colombia Tierra de Atletas CTF |
| ------------------------------ | ------------------------------ | ------------------------------ |
| Num                            | Coureuse                       | Pos                            |
| 161                            | Sara Moreno (COL)              | 76e                            |
| 162                            | Lorena Colmenares (COL)        | 71e                            |
| 163                            | Jennifer Ducuara (COL)         | 29e                            |
| 164                            | Estefanía Herrera (COL)        | 78e                            |
| 165                            | Jessenia Meneses (COL)         | 24e                            |
| 166                            | Cristina Sanabria (COL)        | 90e                            |

| Eneicat-RBH EIC | Eneicat-RBH EIC               | Eneicat-RBH EIC |
| --------------- | ----------------------------- | --------------- |
| Num             | Coureuse                      | Pos             |
| 171             | Ziortza Isasi (ESP)           | 88e             |
| 172             | Lija Laizāne (LAT)            | AB-2            |
| 173             | Aranza Villalón (CHI) (route) | 55e             |
| 174             | Varvara Fasoi (GRE) (route)   | AB-4            |
| 176             | Marina Varenyk (UKR)          | 75e             |

| Massi Tactic MAT | Massi Tactic MAT     | Massi Tactic MAT |
| ---------------- | -------------------- | ---------------- |
| Num              | Coureuse             | Pos              |
| 181              | Andrea Ramírez (MEX) | 66e              |
| 182              | Aurela Nerlo (POL)   | 83e              |
| 183              | Špela Kern (SLO)     | 21e              |
| 184              | Mireia Trias (ESP)   | 50e              |
| 185              | Maaike Coljé (NED)   | AB-3             |
| 186              | Mireia Benito (ESP)  | 62e              |

| Sopela Women's Team SWT | Sopela Women's Team SWT        | Sopela Women's Team SWT |
| ----------------------- | ------------------------------ | ----------------------- |
| Num                     | Coureuse                       | Pos                     |
| 191                     | Alice Coutinho (FRA)           | AB-4                    |
| 192                     | Claire Steels (GBR)            | AB-1                    |
| 193                     | Isabel Ferreres Navarro (ESP)  | AB-4                    |
| 194                     | Nadine Michaela Gill (GER)     | 18e                     |
| 195                     | Maria Banlles Santamaria (ESP) | AB-3                    |
| 196                     | Cristina Barrajon (ESP)        | AB-4                    |

| Bizkaia-Durango BDP | Bizkaia-Durango BDP          | Bizkaia-Durango BDP |
| ------------------- | ---------------------------- | ------------------- |
| Num                 | Coureuse                     | Pos                 |
| 201                 | Eukene Larrarte (ESP)        | 61e                 |
| 202                 | Lucía González (ESP)         | 56e                 |
| 203                 | Irene Mendez Melgarejo (ESP) | 79e                 |
| 204                 | Catalina Soto (CHI)          | 69e                 |
| 205                 | Iris Gomez (ESP)             | 82e                 |
| 206                 | Sofía Rodríguez (ESP)        | 74e                 |

| SD Worx SDW | SD Worx SDW                 | SD Worx SDW |
| ----------- | --------------------------- | ----------- |
| Num         | Coureuse                    | Pos         |
| 1           | Demi Vollering (NED)        | 3e          |
| 2           | Ashleigh Moolman (RSA)      | AB-1        |
| 3           | Niamh Fisher-Black (NZL)    | 8e          |
| 4           | Anna Shackley (GBR)         | 14e         |
| 5           | Roxane Fournier (FRA)       | AB-4        |
| 6           | Lotte Kopecky (BEL) (route) | 34e         |

| Movistar Team MOV | Movistar Team MOV       | Movistar Team MOV |
| ----------------- | ----------------------- | ----------------- |
| Num               | Coureuse                | Pos               |
| 11                | Sara Martín (ESP)       | 33e               |
| 12                | Barbara Guarischi (ITA) | 68e               |
| 13                | Aude Biannic (FRA)      | 53e               |
| 15                | Emma Norsgaard (DEN)    | 45e               |
| 16                | Paula Patiño (COL)      | 10e               |

| UAE Team ADQ UAD | UAE Team ADQ UAD          | UAE Team ADQ UAD |
| ---------------- | ------------------------- | ---------------- |
| Num              | Coureuse                  | Pos              |
| 21               | Mavi García (ESP) (route) | 15e              |
| 22               | Alessia Patuelli (ITA)    | AB-4             |
| 24               | Sophie Wright (GBR)       | 77e              |
| 25               | Laura Tomasi (ITA)        | 70e              |

| Team BikeExchange-Jayco BEX | Team BikeExchange-Jayco BEX | Team BikeExchange-Jayco BEX |
| --------------------------- | --------------------------- | --------------------------- |
| Num                         | Coureuse                    | Pos                         |
| 31                          | Ane Santesteban (ESP)       | 9e                          |
| 32                          | Urška Žigart (SLO)          | 49e                         |
| 33                          | Georgia Williams (NZL)      | 38e                         |
| 34                          | Amanda Spratt (AUS)         | 28e                         |
| 35                          | Kristen Faulkner (USA)      | 13e                         |
| 36                          | Nina Kessler (NED)          | AB-4                        |

| Canyon-SRAM Racing CSR | Canyon-SRAM Racing CSR     | Canyon-SRAM Racing CSR |
| ---------------------- | -------------------------- | ---------------------- |
| Num                    | Coureuse                   | Pos                    |
| 41                     | Soraya Paladin (ITA)       | 17e                    |
| 42                     | Sarah Roy (AUS)            | AB-4                   |
| 43                     | Elise Chabbey (SUI)        | 12e                    |
| 44                     | Pauliena Rooijakkers (NED) | AB-3                   |
| 45                     | Alena Amialiusik (BLR)     | AB-3                   |
| 46                     | Katarzyna Niewiadoma (POL) | 11e                    |

| EF Education-TIBCO-SVB TIB | EF Education-TIBCO-SVB TIB    | EF Education-TIBCO-SVB TIB |
| -------------------------- | ----------------------------- | -------------------------- |
| Num                        | Coureuse                      | Pos                        |
| 51                         | Veronica Ewers (USA)          | 25e                        |
| 52                         | Kristabel Doebel-Hickok (USA) | 4e                         |
| 53                         | Magdeleine Vallieres (CAN)    | 52e                        |
| 55                         | Kathrin Hammes (GER)          | 39e                        |
| 56                         | Letizia Borghesi (ITA)        | 42e                        |

| FDJ-Nouvelle Aquitaine-Futuroscope FSF | FDJ-Nouvelle Aquitaine-Futuroscope FSF | FDJ-Nouvelle Aquitaine-Futuroscope FSF |
| -------------------------------------- | -------------------------------------- | -------------------------------------- |
| Num                                    | Coureuse                               | Pos                                    |
| 61                                     | Stine Borgli (NOR)                     | 35e                                    |
| 62                                     | Grace Brown (AUS)                      | 19e                                    |
| 63                                     | Marta Cavalli (ITA)                    | AB-2                                   |
| 64                                     | Marie Le Net (FRA)                     | 37e                                    |
| 65                                     | Cecilie Uttrup Ludwig (DEN)            | 5e                                     |
| 66                                     | Évita Muzic (FRA) (route)              | 2e                                     |

| Human Powered Health HPW | Human Powered Health HPW | Human Powered Health HPW |
| ------------------------ | ------------------------ | ------------------------ |
| Num                      | Coureuse                 | Pos                      |
| 71                       | Nina Buysman (NED)       | 46e                      |
| 72                       | Mieke Kröger (GER)       | 87e                      |
| 73                       | Barbara Malcotti (ITA)   | 32e                      |
| 74                       | Marit Raaijmakers (NED)  | 73e                      |
| 75                       | Eri Yonamine (JPN)       | 81e                      |
| 76                       | Lily Williams (USA)      | 84e                      |

| Liv Racing Xstra LIV | Liv Racing Xstra LIV           | Liv Racing Xstra LIV |
| -------------------- | ------------------------------ | -------------------- |
| Num                  | Coureuse                       | Pos                  |
| 81                   | Jeanne Korevaar (NED)          | 36e                  |
| 83                   | Tereza Neumanová (CZE) (route) | 40e                  |
| 85                   | Quinty Ton (NED)               | 27e                  |
| 86                   | Marta Jaskulska (POL)          | AB-4                 |

| Roland Cogeas-Edelweiss Squad CGS | Roland Cogeas-Edelweiss Squad CGS | Roland Cogeas-Edelweiss Squad CGS |
| --------------------------------- | --------------------------------- | --------------------------------- |
| Num                               | Coureuse                          | Pos                               |
| 91                                | Ines Cantera (ESP)                | 54e                               |
| 92                                | Petra Stiasny (SUI)               | 47e                               |
| 93                                | Olga Zabelinskaïa (UZB)           | AB-4                              |
| 94                                | Tamara Dronova (RUS)              | 16e                               |
| 95                                | Caroline Baur (SUI)               | 67e                               |

| Team DSM DSM | Team DSM DSM           | Team DSM DSM |
| ------------ | ---------------------- | ------------ |
| Num          | Coureuse               | Pos          |
| 101          | Franziska Koch (GER)   | 58e          |
| 102          | Esmée Peperkamp (NED)  | 31e          |
| 103          | Juliette Labous (FRA)  | 1re          |
| 104          | Liane Lippert (GER)    | 23e          |
| 105          | Floortje Mackaij (NED) | 30e          |
| 106          | Elise Uijen (NED)      | AB-4         |

| Trek-Segafredo TFS | Trek-Segafredo TFS              | Trek-Segafredo TFS |
| ------------------ | ------------------------------- | ------------------ |
| Num                | Coureuse                        | Pos                |
| 111                | Lucinda Brand (NED)             | 26e                |
| 112                | Audrey Cordon-Ragot (FRA)       | 60e                |
| 113                | Amalie Dideriksen (DEN) (route) | 51e                |
| 114                | Chloe Hosking (AUS)             | 65e                |
| 115                | Leah Thomas (USA)               | AB-4               |
| 116                | Shirin van Anrooij (NED)        | 6e                 |

| Ceratizit-WNT Pro Cycling WNT | Ceratizit-WNT Pro Cycling WNT | Ceratizit-WNT Pro Cycling WNT |
| ----------------------------- | ----------------------------- | ----------------------------- |
| Num                           | Coureuse                      | Pos                           |
| 121                           | Sandra Alonso (ESP)           | 57e                           |
| 122                           | Laura Asencio (FRA)           | 43e                           |
| 123                           | Lana Eberle (GER)             | AB-4                          |
| 124                           | Hanna Nilsson (SWE)           | 22e                           |
| 126                           | Lara Vieceli (ITA)            | AB-4                          |

| Valcar-Travel & Service VAL | Valcar-Travel & Service VAL | Valcar-Travel & Service VAL |
| --------------------------- | --------------------------- | --------------------------- |
| Num                         | Coureuse                    | Pos                         |
| 131                         | Olivia Baril (CAN)          | 64e                         |
| 132                         | Elizabeth Stannard (AUS)    | 48e                         |
| 133                         | Silvia Persico (ITA)        | 7e                          |
| 134                         | Elena Pirrone (ITA)         | AB-4                        |
| 135                         | Eleonora Gasparrini (ITA)   | 44e                         |
| 136                         | Alice Maria Arzuffi (ITA)   | 20e                         |

| Bepink BPK | Bepink BPK                      | Bepink BPK |
| ---------- | ------------------------------- | ---------- |
| Num        | Coureuse                        | Pos        |
| 141        | Elisabet Escursell Valero (ESP) | AB-1       |
| 142        | Nadia Quagliotto (ITA)          | 63e        |
| 143        | Prisca Savi (ITA)               | 80e        |
| 144        | Michaela Drummond (NZL)         | 41e        |
| 145        | Matilde Vitillo (ITA)           | 59e        |
| 146        | Nora Jenčušová (SVK)            | AB-4       |

| Centre mondial du cyclisme WCC | Centre mondial du cyclisme WCC | Centre mondial du cyclisme WCC |
| ------------------------------ | ------------------------------ | ------------------------------ |
| Num                            | Coureuse                       | Pos                            |
| 151                            | Veronika Jandová (CZE)         | 89e                            |
| 152                            | Dziyana Lebedz (BLR)           | 85e                            |
| 153                            | Natalia Franco (COL)           | 72e                            |
| 154                            | Luciana Roland (ARG)           | 86e                            |
| 155                            | Elina Tasane (EST)             | AB-4                           |
| 156                            | Selam Ahama Gerefiel (ETH)     | AB-4                           |

| Colombia Tierra de Atletas CTF | Colombia Tierra de Atletas CTF | Colombia Tierra de Atletas CTF |
| ------------------------------ | ------------------------------ | ------------------------------ |
| Num                            | Coureuse                       | Pos                            |
| 161                            | Sara Moreno (COL)              | 76e                            |
| 162                            | Lorena Colmenares (COL)        | 71e                            |
| 163                            | Jennifer Ducuara (COL)         | 29e                            |
| 164                            | Estefanía Herrera (COL)        | 78e                            |
| 165                            | Jessenia Meneses (COL)         | 24e                            |
| 166                            | Cristina Sanabria (COL)        | 90e                            |

| Eneicat-RBH EIC | Eneicat-RBH EIC               | Eneicat-RBH EIC |
| --------------- | ----------------------------- | --------------- |
| Num             | Coureuse                      | Pos             |
| 171             | Ziortza Isasi (ESP)           | 88e             |
| 172             | Lija Laizāne (LAT)            | AB-2            |
| 173             | Aranza Villalón (CHI) (route) | 55e             |
| 174             | Varvara Fasoi (GRE) (route)   | AB-4            |
| 176             | Marina Varenyk (UKR)          | 75e             |

| Massi Tactic MAT | Massi Tactic MAT     | Massi Tactic MAT |
| ---------------- | -------------------- | ---------------- |
| Num              | Coureuse             | Pos              |
| 181              | Andrea Ramírez (MEX) | 66e              |
| 182              | Aurela Nerlo (POL)   | 83e              |
| 183              | Špela Kern (SLO)     | 21e              |
| 184              | Mireia Trias (ESP)   | 50e              |
| 185              | Maaike Coljé (NED)   | AB-3             |
| 186              | Mireia Benito (ESP)  | 62e              |

| Sopela Women's Team SWT | Sopela Women's Team SWT        | Sopela Women's Team SWT |
| ----------------------- | ------------------------------ | ----------------------- |
| Num                     | Coureuse                       | Pos                     |
| 191                     | Alice Coutinho (FRA)           | AB-4                    |
| 192                     | Claire Steels (GBR)            | AB-1                    |
| 193                     | Isabel Ferreres Navarro (ESP)  | AB-4                    |
| 194                     | Nadine Michaela Gill (GER)     | 18e                     |
| 195                     | Maria Banlles Santamaria (ESP) | AB-3                    |
| 196                     | Cristina Barrajon (ESP)        | AB-4                    |

| Bizkaia-Durango BDP | Bizkaia-Durango BDP          | Bizkaia-Durango BDP |
| ------------------- | ---------------------------- | ------------------- |
| Num                 | Coureuse                     | Pos                 |
| 201                 | Eukene Larrarte (ESP)        | 61e                 |
| 202                 | Lucía González (ESP)         | 56e                 |
| 203                 | Irene Mendez Melgarejo (ESP) | 79e                 |
| 204                 | Catalina Soto (CHI)          | 69e                 |
| 205                 | Iris Gomez (ESP)             | 82e                 |
| 206                 | Sofía Rodríguez (ESP)        | 74e                 |